# Giermotka

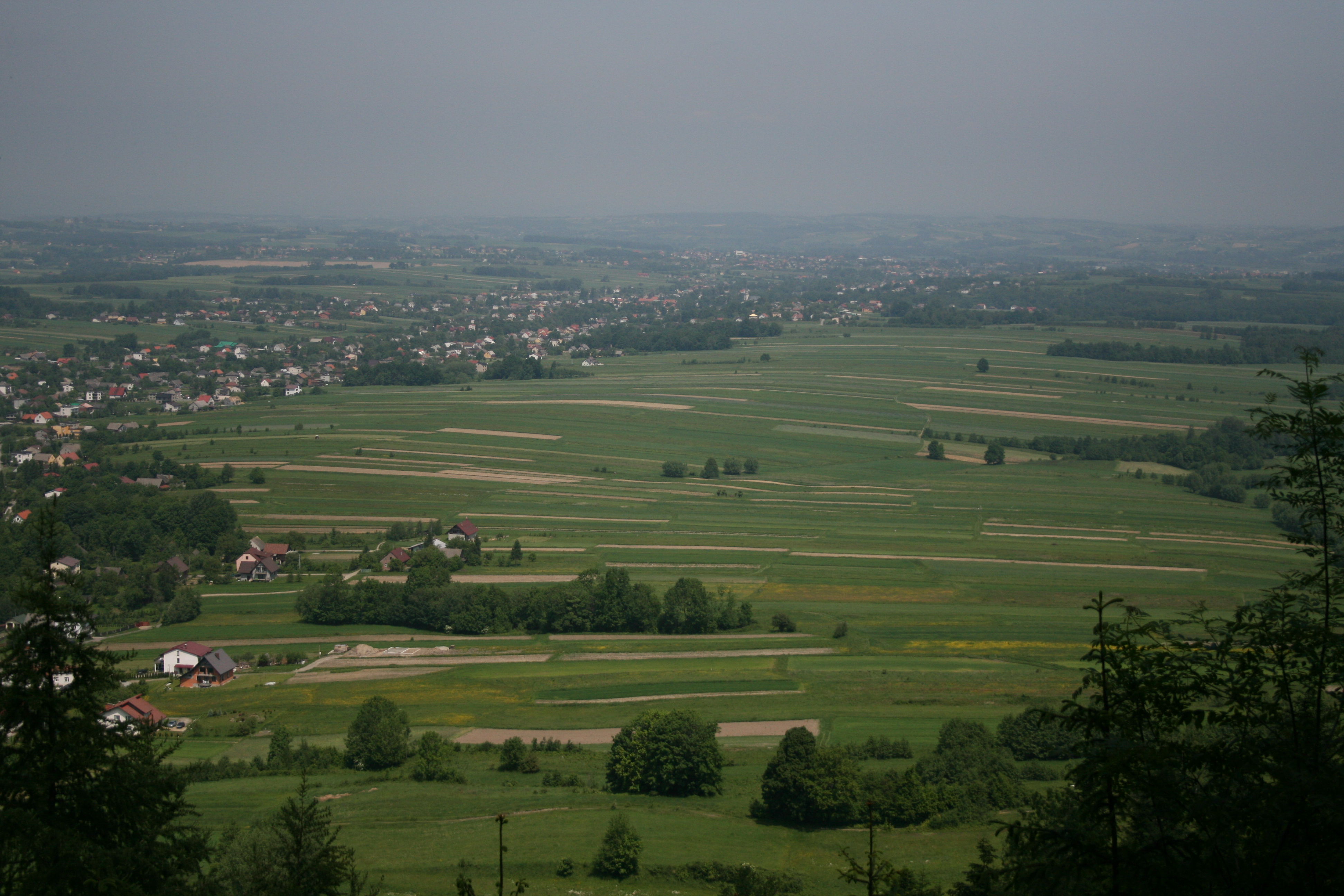
Panorama spod szczytu w stronę Choczni

Giermotka (578 m n.p.m.) – szczyt w Paśmie Bliźniaków w północno-wschodniej części Beskidu Małego.

## Nazewnictwo
W paśmie pomiędzy doliną Choczenki a Przełęczą Czesława Panczakiewicza są 4 szczyty. Dwom środkowym i najwyższym miejscowa ludność nadała nazwę Bliźniaki. Na topograficznej mapie Geoportalu mają wysokość 577,6 m (zachodni) i 523,4 m (wschodni). Na austriackich mapach miały błędną nazwę Skolec. Po odzyskaniu niepodległości na polskich mapach dokonywano poprawek nazewnictwa austriackiego i Komisja Nazewnictwa wprowadziła dla obydwu szczytów nazwę Giermotka, na niektórych mapach zniekształconą na Germadka. Później zaczęto używać poprawnej nazwy Bliźniaki. Na mapie Compassu zaznaczone są obydwa szczyty, zachodni jest bez nazwy, wschodni ma podwójną nazwę Bliźniaki (Giermotka). Na lotniczej mapie Geoportalu podano oddzielne nazwy dla obydwu szczytów: zachodni to Giermotka, wschodni Bliźniaki

## Opis szczytu
Giermotka znajduje się w długim i porośniętym lasem Paśmie Bliźniaków ciągnącym się od doliny Choczenki na zachodzie, po dolinę Skawy na wschodzie. W grzbiecie tym, kolejno od zachodu na wschód znajdują się: Giermotka, Bliźniaki, Przełęcz Czesława Panczakiewicza, Łysa Góra, Iłowiec. Północne stoki Bliźniaków wznoszą się nad równiną miejscowości Chocznia. W ich dolnej części wypływa kilka źródłowych cieków potoku Konówka, zachodnie dość stromo opadają do doliny Choczenki. W południowym kierunku Giermotka tworzy krótki grzbiet będący działem wodnym między zlewnią Choczenki i potoku Ponikiewka. U południowych podnóży tego grzbietu znajduje się należące do wsi Ponikiew osiedle Huta
Przez Giermotkę i Bliźniaki biegnie granica między wsiami Chocznia (stoki północne) i Ponikiew (stoki południowe) w województwie małopolskim, powiecie wadowickim, w gminie Wadowice.

## Piesze szlaki turystyczne
Inwałd – Ostry Wierch – Kłokocznik – Giermotka – Bliźniaki – Łysa Góra – Iłowiec – Gorzeń.